# Schedotrioza serrata
Schedotrioza serrata är en insektsart som beskrevs av Taylor 1990. Schedotrioza serrata ingår i släktet Schedotrioza och familjen spetsbladloppor. Inga underarter finns listade i Catalogue of Life.